# Coleophora trientella
Coleophora trientella é uma espécie de mariposa do gênero Coleophora pertencente à família Coleophoridae.